# Діттельбрунн
Діттельбрунн (нім. Dittelbrunn) — громада в Німеччині, розташована в землі Баварія. Підпорядковується адміністративному округу Нижня Франконія. Входить до складу району Швайнфурт.
Площа — 23,84 км2. Населення становить 7394 ос. (станом на 31 грудня 2020).